# Xanthorhoe inspurcata
Xanthorhoe inspurcata är en fjärilsart som beskrevs av Walker 1862. Xanthorhoe inspurcata ingår i släktet Xanthorhoe och familjen mätare. Inga underarter finns listade i Catalogue of Life.